# Hei tai yang 731
Hei tai yang 731 è un film del 1988, diretto da Tun Fei Mou. Ne è stato fatto un remake, Men Behind the Sun 2: Laboratory of the Devil nel 1992.

## Trama
Siamo nella seconda metà degli anni trenta e un gruppo di ragazzini viene arruolato nel Corpo della Gioventù dell'esercito imperiale giapponese. Essi vengono assegnati all'armata del Kwangtung e come tali, vengono portati ad Harbin (Manciuria) per prestare servizio presso un'importante e segretissima unità scientifica: l'Unità 731, guidata dal tenente generale Shirō Ishii. Fin da subito i ragazzi vengono a conoscenza dei brutali e spesso inutili esperimenti condotti dall'unità su cavie umane. Pur trovando forte repulsione verso le attività dei dottori dell'unità, i ragazzi resistono, grazie anche all'amicizia fatta con un bambino muto di uno dei paesi vicini al campo di concentramento dove lavorano. Un giorno degli ufficiali della Kempeitai (la polizia segreta collaboratrice dell'unità) chiede ai ragazzi di portare il bambino presso il campo per delle visite; ingenuamente i ragazzi portano il bambino presso l'edificio, credendo che, essendo questo un amico dei soldati, i dottori non gli faranno alcun male. Invece il bambino è stato destinato alla vivisezione senza anestesia e quando i ragazzi se ne accorgono, ormai è tardi, il loro amico è già tra le mani degli aguzzini. Disgustati dall'ennesimo esperimento e sentendosi responsabili di quello che hanno fatto, i giovani cercano di organizzare una rivolta giovanile tra i soldati del Corpo della Gioventù, dopo la quale vengono allontanati dall'unità e riassegnati ad un'altra località con l'ordine di non proferire mai parola di quanto hanno visto. Poco dopo alcuni prigionieri cinesi vengono destinati a fare da cavie per delle granate, ma, riusciti  a liberarsi dai pali a cui erano legati, prendono delle armi e assieme ad alcuni dei prigionieri non infettati dalle malattie (iniettate dai medici stessi per testarne gli effetti) fuggono dal campo, ma poco dopo molti di essi vengono ricatturati e dopo terribili torture vengono nuovamente utilizzati come cavie dai giapponesi.
Gli anni passano fino a trovarci nel 1945; la Germania è sconfitta da tempo, gli americani incalzano nel Pacifico e cosa ancor più grave i sovietici stanno invadendo la Manciuria avvicinandosi sempre di più al campo. L'unità viene sciolta e il generale Ishii dà l'ordine a tutti i suoi sottoposti di distruggere gli impianti e di suicidarsi, ma a causa di problemi logistici, egli è costretto a cambiare l'ordine, dicendo di suicidarsi solo in caso di cattura, ma che comunque i fatti avvenuti ad Harbin dovranno rimanere secretati. Poco dopo gli impianti vengono fatti saltare in aria e molti dei dati raccolti vengono bruciati. Alcuni dei prigionieri scappano, ma molti altri vengono brutalmente uccisi. Finito il massacro i giapponesi si recano presso la stazione di Harbin ad aspettare il treno, che li avrebbe portati a Pechino da dove sarebbero ripartiti per il Giappone. Assieme a questi vi sono anche i ragazzi del corpo di gioventù e un infiltrato cinese, che dopo essere stato scoperto viene ucciso sotto gli occhi inorriditi dei presenti; poco dopo il treno parte. Il film si chiude con il generale Ishii, in salvo dopo il Processo di Tokyo per i propri crimini e agiato, cedere benevolmente le sue ricerche agli americani, che intendono utilizzarle in Corea. Oltre a lui si vedono anche alcuni tra ragazzi del corpo di gioventù che, ormai adulti, sono ancora disperati e moralmente distrutti a causa del terribile peso che continuano a portare fin dai fatti di Harbin.